# Alderley
Alderley is een civil parish in het Engelse graafschap Gloucestershire.